# İlyaslar, Mengen
İlyaslar là một xã thuộc huyện Mengen, tỉnh Bolu, Thổ Nhĩ Kỳ. Dân số thời điểm năm 2010 là 158 người.